# Al Pacino
Alfredo James Pacino (sinh ngày 25 tháng 4 năm 1940), thường được biết đến với tên Al Pacino là một diễn viên nổi tiếng của sân khấu và điện ảnh Hoa Kỳ. Ông được xem như là một trong những diễn viên vĩ đại và có sức ảnh hưởng nhất trong Lịch sử Điện ảnh.
Ông đã từng giành giải Oscar, giải Quả cầu vàng, giải AFI, giải BAFTA, giải Emmy và giải Tony. Al Pacino được nhớ đến nhất với vai diễn Michael Corleone trong bộ ba phim Bố già và vai Tony Montana trong phim Scarface.

## Tiểu sử
Pacino sinh ngày 25 tháng 4 năm 1940 tại phía nam quận Bronx, thành phố New York trong một gia đình người Mỹ gốc Ý. Cha mẹ của Pacino là ông Salvatore Pacino và bà Rose Gerardi đã ly dị khi ông mới được hai tuổi. Ông bà ngoại của Al Pacino, Kate và James Gerardi vốn là người gốc ở Corleone trên đảo Sicilia.
Pacino sau đó vào học tại Trường nghệ thuật biểu diễn Manhattan (Manhattan's School of Performing Arts).

## Sự nghiệp

### Thập niên 1960
Năm 1966, Pacino học diễn xuất dưới sự giảng dạy của Lee Strasberg (người sau này sẽ đóng cùng ông trong bộ phim năm 1974 Bố già phần II). Al nhận ra rằng ông thực sự yêu thích và có khả năng trong nghề này. Tuy nhiên cũng vì theo nghiệp diễn viên mà Al Pacino lâm vào cuộc sống khó khăn mãi đến cuối thập niên 1960, khi ông nhận được giải Obie Award cho vai diễn trong The Indian Wants the Bronx và giải Tony cho vai nam trong vở Does the Tiger Wear a Necktie?. Ông xuất hiện trên phim lần đầu tiên là trong một tập của loạt phim truyền hình N.Y.P.D. năm 1968, còn bộ phim nhựa đầu tiên của Pacino, Me, Natalie đến với ông một năm sau đó.

### Thập niên 1970
Năm 1971 Al Pacino tham gia bộ phim The Panic in Needle Park trong vai một kẻ nghiện ma túy, chính nhờ vai diễn này mà đạo diễn Francis Ford Coppola đã biết đến ông và giao cho Al Pacino vai quan trọng Michael Corleone trong bộ phim huyền thoại năm 1972 của Coppola, Bố già. Cũng có nhiều diễn viên tên tuổi như Robert Redford, Warren Beatty hay diễn viên trẻ Robert De Niro được đóng thử cho vai Michael Corleone, đạo diễn Coppola vẫn quyết định chọn Al Pacino, một diễn viên khi đó gần như vô danh, điều này đã làm những người điều hành hãng phim không hài lòng. Al Pacino đã không phụ sự tin tưởng của đạo diễn Coppola, anh thể hiện vai Michael Corleone rất tốt và được đề cử giải Oscar đầu tiên cho Nam diễn viên phụ xuất sắc nhất.
Năm 1973 Pacino tham gia một bộ phim thành công khác là Serpico và đóng cùng Gene Hackman trong phim Scarecrow. Một năm sau, Pacino tiếp tục vào vai trong phần kế của loạt phim Bố già, bộ phim Bố già phần II, có nhiều đất diễn hơn phần đầu, Pacino đã thể hiện cực kì xuất sắc vai Don Michael Corleone, nhiều nhà phê bình cho rằng đây là một trong những diễn xuất hay nhất trong lịch sử điện ảnh. Anh được đề cử giải Oscar Nam diễn viên chính xuất sắc nhất nhưng đáng tiếc lại để thua diễn viên Art Carney.
Năm 1975, Al Pacino tiếp tục thành công với bộ phim Dog Day Afternoon. Chỉ riêng trong thập niên 1970, anh đã có 4 đề cử giải Oscar Nam diễn viên chính xuất sắc nhất cho vai diễn trong các phim Serpico, Bố già phần II, Dog Day Afternoon và ...And Justice for All.
Ngoài ra Pacino còn tiếp tục biểu diễn trên sâu khấu và giành giải Tony thứ hai với vai diễn trong vở kịch The Basic Training of Pavlo Hummel.

### Thập niên 1980
Sự nghiệp của Pacino xuống dốc vào đầu thập niên 1980, anh bị giới phê bình chỉ trích với các vai diễn trong Cruising và Author! Author!. Al Pacino chỉ trở lại với vị trí ngôi sao hàng đầu nhờ vai diễn Tony Montana trong bộ phim Scarface (1983) của đạo diễn Brian DePalma. Tuy bộ phim không được giới phê bình đánh giá cao nhưng nó vẫn rất ăn khách và thu về hơn 45 triệu USD chỉ ở thị trường Mỹ. Với vai diễn tay anh chị buôn ma túy người Cuba trong phim này, Pacino đã giành được một đề cử giải Quả cầu vàng và chính bản thân Al trong một cuộc trả lời phỏng vấn sau này cũng cho rằng đây là vai diễn xuất sắc nhất của anh.
Năm 1985 bộ phim Revolution có sự tham gia của Al Pacino là một thất bại cả về mặt nghệ thuật và doanh thu, dẫn tới việc anh quyết định tạm ngừng sự nghiệp điện ảnh trong 4 năm để quay lại với sân khấu. Vai diễn xuất sắc nhất của anh trên sâu khấu trong thập niên này có lẽ là trong vở kịch American Buffalo, Pacino đã được đề cử một giải Drama Desk Award cho vai diễn này.

### Thập niên 1990
Pacino nhận được đề cử giải Oscar tiếp theo cho vai diễn Big Boy Caprice trong bộ phim ăn khách Dick Tracy (1990), cùng năm này ông tiếp tục vào vai Michael Corleone trong phần ba của loạt phim Bố già.
Cuối cùng sau nhiều lần đề cử, Al Pacino cũng giành giải Oscar đầu tiên cho Nam diễn viên chính xuất sắc nhất với vai diễn viên trung tá mù Frank Slade trong Scent of a Woman (1992). Cũng trong năm này, Al Pacino còn được đề cử giải Oscar cho Nam diễn viên phụ xuất sắc nhất cho vai diễn trong Glengarry Glen Ross giúp ông trở thành diễn viên nam đầu tiên trong lịch sử giải Oscar nhận được hai đề cử diễn xuất cho hai phim khác nhau trong cùng một năm (năm 2005 Jamie Foxx cũng lặp lại được thành tích này).
Năm 1995, Pacino tham gia bộ phim của đạo diễn Michael Mann, Heat, trong bộ phim này, lần đầu tiên Al Pacino và Robert De Niro cùng xuất hiện trong một cảnh phim tuy họ đã từng đóng chung trong Bố già phần II.
Trong sự nghiệp của mình Pacino đã từ chối một số vai diễn nổi tiếng như vai Han Solo trong loạt phim Chiến tranh giữa các vì sao, đại úy Willard trong Apocalypse Now, Jimmy Conway trong Goodfellas hay Edward Lewis trong Người đàn bà đẹp.

## Đánh giá
Trong Danh sách 100 anh hùng và kẻ phản diện của Viện phim Mỹ, Al Pacino là diễn viên nam duy nhất xuất hiện ở cả hai nửa danh sách với hai vai diễn khác nhau, trong danh sách anh hùng với vai Frank Serpico và trong danh sách kẻ ác với vai Michael Corleone (Arnold Schwarzenegger cũng có vai diễn xuất hiện ở cả hai nửa danh sách nhưng chỉ cho một nhân vật là Kẻ hủy diệt).
Tháng mười năm 1997, Pacino được xếp thứ tư trong danh sách các ngôi sao điện ảnh của mọi thời đại của tạp chí Empire, ông cũng đứng đầu trong danh sách này của kênh truyền hình Channel 4 (Anh).

## Cuộc sống riêng
Chưa bao giờ kết hôn nhưng Pacino cũng có bốn người con. Con gái cả Julie Marie là con của Pacino và bà Jan Tarrant. Ông còn có hai đứa con sinh đôi Anton và Olivia với người bạn gái cũ Beverly D'Angelo. Tháng 6/2023, ông có thêm một con trai Raman với bạn gái Noor Alfallah.

## Câu nói nổi tiếng
"thiên đường chỉ dành cho những ai muốn vươn tới"

## Phim đã đóng
|      | Phim                     |
| ---- | ------------------------ |
| 1971 | The Panic in Needle Park |
| 1972 | Bố già                   |
| 1973 | Scarecrow                |
| 1973 | Serpico                  |
| 1974 | Bố già phần II           |
| 1975 | Dog Day Afternoon        |
| 1977 | Bobby Deerfield          |
| 1979 | ...And Justice for All   |
| 1980 | Cruising                 |
| 1982 | Author! Author!          |
| 1983 | Scarface                 |
| 1985 | Revolution               |
| 1989 | Sea of Love              |
| 1990 | Dick Tracy               |
| 1990 | Bố già phần III          |
| 1990 | The Local Stigmatic      |
| 1991 | Frankie and Johnny       |
| 1992 | Scent of a Woman         |
| 1992 | Glengarry Glen Ross      |
| 1993 | Carlito's Way            |
| 1995 | Heat                     |
| 1995 | Two Bits                 |
| 1996 | Looking for Richard      |
| 1996 | City Hall                |
| 1997 | Devil's Advocate         |
| 1997 | Donnie Brasco            |
| 1999 | Any Given Sunday         |
| 1999 | The Insider              |
| 2000 | Chinese Coffee           |
| 2002 | S1m0ne                   |
| 2002 | Insomnia                 |
| 2002 | People I Know            |
| 2003 | The Recruit              |
| 2003 | Angels in America        |
| 2003 | Gigli                    |
| 2004 | The Merchant of Venice   |
| 2005 | Two for the Money        |
| 2007 | Ocean's Thirteen         |
| 2007 | 88 Minutes               |
| 2015 | Danny Collins            |
| 2019 | The Irisman              |

## Giải thưởng

### Giải Oscar
- Đề cử: Nam diễn viên phụ xuất sắc nhất, Bố già (1972)
- Đề cử: Nam diễn viên chính xuất sắc nhất, Serpico (1973)
- Đề cử: Nam diễn viên chính xuất sắc nhất, Bố già phần II (1974)
- Đề cử: Nam diễn viên chính xuất sắc nhất, Dog Day Afternoon (1975)
- Đề cử: Nam diễn viên chính xuất sắc nhất, ...And Justice for All (1979)
- Đề cử: Nam diễn viên phụ xuất sắc nhất, Dick Tracy (1990)
- Đề cử: Nam diễn viên phụ xuất sắc nhất, Glengarry Glen Ross (1992)
- Giành giải: Nam diễn viên chính xuất sắc nhất, Scent of a Woman (1992)

### GiảiBAFTA
- Đề cử: Diễn viên mới xuất sắc nhất, Bố già (1973)
- Đề cử: Nam diễn viên chính xuất sắc nhất, Serpico (1975)
- Giành giải: Nam diễn viên chính xuất sắc nhất, Bố già phần II (1974)
- Giành giải: Nam diễn viên chính xuất sắc nhất, Dog Day Afternoon (1976)
- Đề cử: Nam diễn viên phụ xuất sắc nhất, Dick Tracy (1991)

### GiảiEmmy
- Giành giải: Nam diễn viên chính xuất sắc nhất trong phim hoặc loạt phim truyền hình ít tập, Angels in America (2004)

### GiảiQuả cầu vàng
- Đề cử: Nam diễn viên chính xuất sắc nhất thể loại phim chính kịch, Bố già (1973)
- Giành giải: Nam diễn viên chính xuất sắc nhất thể loại phim chính kịch, Serpico (1974)
- Đề cử: Nam diễn viên chính xuất sắc nhất thể loại phim chính kịch, Bố già phần II (1975)
- Đề cử: Nam diễn viên chính xuất sắc nhất thể loại phim chính kịch, Dog Day Afternoon (1976)
- Đề cử: Nam diễn viên chính xuất sắc nhất thể loại phim chính kịch, Bobby Deerfield (1978)
- Đề cử: Nam diễn viên chính xuất sắc nhất thể loại phim chính kịch, ...And Justice for All (1980)
- Đề cử: Nam diễn viên chính xuất sắc nhất thể loại phim hài, ca nhạc, Author! Author! (1983)
- Đề cử: Nam diễn viên chính xuất sắc nhất thể loại phim chính kịch, Scarface (1984)
- Đề cử: Nam diễn viên chính xuất sắc nhất thể loại phim chính kịch, Sea of Love (1990)
- Đề cử: Nam diễn viên phụ xuất sắc nhất thể loại phim chính kịch, Dick Tracy (1991)
- Đề cử: Nam diễn viên chính xuất sắc nhất thể loại phim chính kịch, Bố già phần III (1991)
- Đề cử: Nam diễn viên phụ xuất sắc nhất thể loại phim chính kịch, Glengarry Glen Ross (1993)
- Giành giải: Nam diễn viên chính xuất sắc nhất thể loại phim chính kịch, Scent of a Woman (1993)
- Giải thành tựu trọn đời
- Giành giải: Nam diễn viên chính xuất sắc nhất trong phim hoặc loạt phim truyền hình ít tập, Angels in America (2004)